# ワヌコ
ワヌコ（西: Huánuco）は、ペルー中部の都市。ワヌコ県およびワヌコ郡、ならびにワヌコ教区の中心都市で、人口は2007年時点で7万5000人である。1539年にコンキスタドールのゴメス・デ・アルバラドがインカ帝国のヤロウィルカという町に建設し、1541年に現在のピルコ渓谷に移転した。アルフェレスFAPダビド・フィゲロア・フェルナンディーニ空港が置かれている。

## 出身有名人
- ダニエル・アロミア・ロブレス - 作曲家、人類学者。「コンドルは飛んでいく」で知られる
- ホアン・ファノ（英語版） - サッカー選手